# Зелена зона (містобудування)
Зеле́на зо́на — територія за межами  міста, зайнята лісами і лісопарками, яка виконує захисні, санітарно-гігієнічні і рекреаційні функції.
Здебільшого зелені зони мають дві частини — лісопаркову і лісогосподарську. 3елені зони виділяють з урахуванням конкретних природних умов, розміщення промислових об'єктів, а також місць масового відпочинку населення і приміських лікарсько-профілактичних та оздоровчих закладів (будинків відпочинку, пансіонатів, дитячих таборів тощо). 